# Gymnocalycium andreae

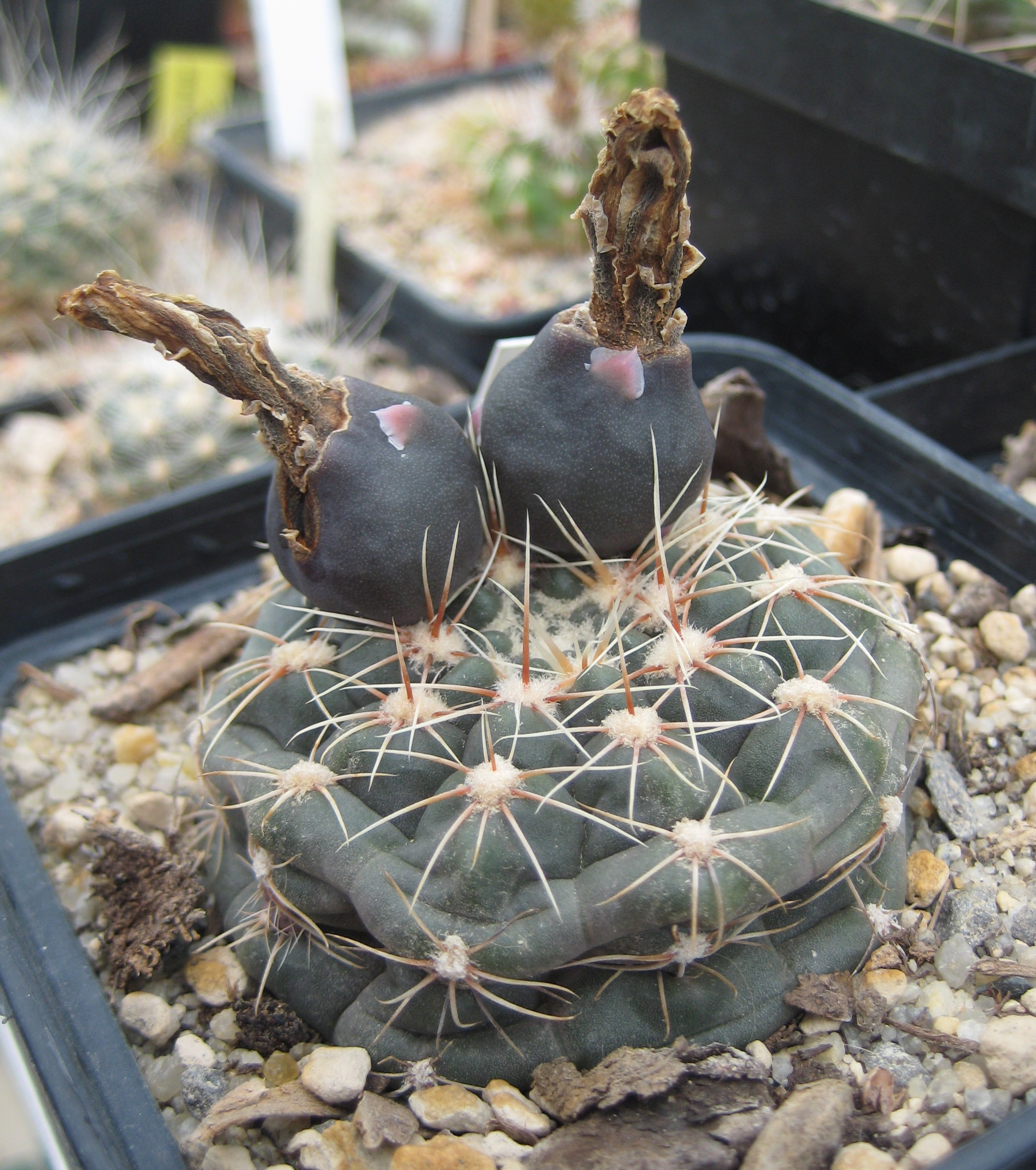
Gymnocalycium andreae mit Früchten

Gymnocalycium andreae ist eine Pflanzenart in der Gattung Gymnocalycium aus der Familie der Kakteengewächse (Cactaceae). Das Artepitheton andreae ehrt das Ehrenmitglied der Deutschen Kakteen-Gesellschaft, den deutschen Kakteenspezialisten und Kakteenkenner Wilhelm Andreae aus Bensheim.

## Beschreibung
Gymnocalycium andreae bildet häufig Gruppen mit Durchmessern von bis zu 15 Zentimetern und mehr. Die blaugrünen bis blaugrauen Triebe sind kugelförmig, niedergedrückt kugelförmigen oder manchmal kurz säulenförmig und erreichen bei Durchmessern von 6 Zentimetern Wuchshöhen von bis zu 5 Zentimeter. Es wird eine lange Rübenwurzel ausgebildet. Die etwa acht bis zwölf gerundeten Rippen sind deutlich quergefurcht. Der einzelne Mitteldorn, manchmal fehlt er, manchmal werden bis zu drei ausgebildet, ist dunkelbraun, leicht aufwärts gebogen bis abstehend und bis zu 1,3 Zentimeter lang. Die etwa sechs bis zehn, dünnen, ausgebreiteten bis kammartig anliegenden oder abstehenden Randdornen sind 0,8 bis 1,5 Zentimeter (selten bis 4 Zentimeter) lang. Sie sind weißlich und besitzen eine dunklere Basis.
Die blass bis leuchtend schwefelgelben oder weißen bis hellrosafarbenen Blüten weisen einen Durchmesser von 4 bis 5 Zentimeter auf und sind bis zu 4 Zentimeter lang. Die blaugrünen Früchte sind kugelförmig bis zylindrisch und erreichen einen Durchmesser von bis zu 1,2 Zentimeter.

## Verbreitung, Systematik und Gefährdung
Gymnocalycium andreae ist in den argentinischen Provinzen Córdoba und San Luis in Höhenlagen von 1500 bis 2700 Metern verbreitet.
Die Erstbeschreibung als Echinocactus andreae erfolgte 1930 durch Friedrich Bödeker. Curt Backeberg stellte die Art 1936 in die Gattung Gymnocalycium
In der Roten Liste gefährdeter Arten der IUCN wird die Art als „Least Concern (LC)“, d. h. als nicht gefährdet geführt.

## Nachweise